# 高橋玲
高橋 玲（たかはし れい、1985年9月3日 - ）は、日本の俳優、スタントマン。
静岡県出身。以前はジャパンアクションエンタープライズに所属していたが、2014年9月に脱退。

## 出演

### テレビドラマ
- めちゃ×2イケてるッ!（2006年、フジテレビ） - ゾンビ 役
- 功名が辻 第31話（2006年、NHK） - 家臣 役
- 花より男子2（リターンズ）（2007年1月5日 - 3月16日、TBS）
- ロスタイムライフ（2008年、フジテレビ） - 黒子 役
- run for money 逃走中 日本昔話（2010年6月27日、フジテレビ） - 兵士 役
- 龍馬伝 第36回「寺田屋騒動」（2010年9月5日、NHK） - 捕り方 役
- 梅ちゃん先生（2012年4月2日 - 9月29日、NHK） - 乗客 役
- 東京号泣教室（2013年、TOKYO MX） - カラミ

### 特撮テレビドラマ
- 仮面ライダーシリーズ（テレビ朝日）
  - 仮面ライダーカブト（2006年 - 2007年）
  - 仮面ライダー電王（2007年 - 2008年）
  - 仮面ライダーキバ（2008年 - 2009年） - トンネルの男 役
  - 仮面ライダーディケイド（2009年）
  - 仮面ライダーG（2009年）
  - 仮面ライダーW（2009年 - 2010年）
  - 仮面ライダーオーズ/OOO（2010年 - 2011年）
  - 仮面ライダーフォーゼ（2011年 - 2012年）
  - 仮面ライダーウィザード（2012年 - 2013年） - グール
- スーパー戦隊シリーズ（テレビ朝日）
  - 轟轟戦隊ボウケンジャー（2006年 - 2007年）
  - 獣拳戦隊ゲキレンジャー（2007年 - 2008年）
  - 炎神戦隊ゴーオンジャー（2008年 - 2009年）
  - 侍戦隊シンケンジャー（2009年 - 2010年）
  - 天装戦隊ゴセイジャー（2010年 - 2011年）
  - 海賊戦隊ゴーカイジャー（2011年 - 2012年）
  - 特命戦隊ゴーバスターズ（2012年 - 2013年）
  - 獣電戦隊キョウリュウジャー（2013年 - 2014年）

### 映画
- ワルボロ（2007年） - 一中不良生徒 役
- 銀幕版 スシ王子! 〜ニューヨークへ行く〜（2008年） ※アクションクルー
- 重力ピエロ（2009年） ※アクションクルー
- 劇場版TRICK 霊能力者バトルロイヤル（2010年） ※アクションクルー
- 探偵はBARにいる（2011年） - 塾生 役
- ワイルド7（2011年） - 機動隊 役
- ブルーバレンタイン3D〜リベンジガール〜（2011年）不良 役
- エイトレンジャー∞（2012年） - テロリスト 役、ヒーロー吹き替え
- 海賊戦隊ゴーカイジャーVS宇宙刑事ギャバン THE MOVIE（2012年） - ゴーミン 役
- エイトレンジャー2（2014年）
- ヌイグルマーZ（2014年） ※アクションクルー
- 仮面ライダーシリーズ
  - 劇場版 仮面ライダー電王 俺、誕生!（2007年） - 忍者 役
  - 劇場版 仮面ライダーキバ 魔界城の王（2008年）[1]（ノンクレジット）
  - 劇場版 さらば仮面ライダー電王 ファイナル・カウントダウン（2008年） - 再生イマジン 役
  - 劇場版 仮面ライダーディケイド オールライダー対大ショッカー（2009年） - 仮面ライダー、敵怪人 他
  - 仮面ライダー×仮面ライダー W&ディケイド MOVIE大戦2010（2009年） - 仮面ライダー、敵怪人他
  - 仮面ライダー×仮面ライダー×仮面ライダー THE MOVIE 超・電王トリロジー EPISODE BLUE 派遣イマジンはNEWトラル（2010年）
  - オーズ・電王・オールライダー レッツゴー仮面ライダー（2011年） - ショッカー戦闘員 役
  - 劇場版 仮面ライダーオーズ WONDERFUL 将軍と21のコアメダル（2011年） - 戦闘員
  - 仮面ライダー×仮面ライダー フォーゼ&オーズ MOVIE大戦MEGA MAX（2011年） - 財団X部下B 役
  - 仮面ライダーフォーゼ THE MOVIE みんなで宇宙キターッ!（2012年）
  - 仮面ライダー×仮面ライダー ウィザード&フォーゼ MOVIE大戦アルティメイタム（2012年） ※吹き替え
  - 劇場版 仮面ライダーウィザード in Magic Land（2013年）
- スーパー戦隊シリーズ
  - 電影版 獣拳戦隊ゲキレンジャー ネイネイ!ホウホウ!香港大決戦（2007年） - リンシー 役
  - 炎神戦隊ゴーオンジャー BUNBUN!BANBAN!劇場BANG!!（2008年） - 蛮機兵ウガッツ 役
  - 劇場版 炎神戦隊ゴーオンジャーVSゲキレンジャー（2009年） - 戦闘員 役
  - 侍戦隊シンケンジャー 銀幕版 天下分け目の戦（2009年） - 戦闘員 役
  - 侍戦隊シンケンジャーVSゴーオンジャー 銀幕BANG!!（2010年） - 戦闘員 役
  - 天装戦隊ゴセイジャー エピックON THEムービー（2010年） ※補助
  - 天装戦隊ゴセイジャーVSシンケンジャー エピックon銀幕（2011年） - 戦闘員 役
  - ゴーカイジャー ゴセイジャー スーパー戦隊199ヒーロー大決戦（2011年） - レジェンド戦士、ゴーミン 役
  - 海賊戦隊ゴーカイジャー THE MOVIE 空飛ぶ幽霊船（2011年） - 歴代戦闘員 役
  - 特命戦隊ゴーバスターズVS海賊戦隊ゴーカイジャー THE MOVIE（2013年）
- スーパーヒーロー大戦シリーズ
  - 仮面ライダー×スーパー戦隊 スーパーヒーロー大戦（2012年） - レジェンド戦士 役
  - 仮面ライダー×スーパー戦隊×宇宙刑事 スーパーヒーロー大戦Z（2013年）

### Vシネマ
- スーパー戦隊シリーズ
  - 帰ってきた侍戦隊シンケンジャー 特別幕（2010年）
  - 帰ってきた天装戦隊ゴセイジャー last epic（2011年）
  - 帰ってきた特命戦隊ゴーバスターズVS動物戦隊ゴーバスターズ（2013年）
  - 忍風戦隊ハリケンジャー 10 YEARS AFTER（2013年）
- 仮面ライダーシリーズ
  - 仮面ライダーカブト 超バトルDVD 誕生!ガタックハイパーフォーム!!（2006年）
  - 仮面ライダーW RETURNS 仮面ライダーエターナル（2011年）

### ネットムービー
- ネット版 仮面ライダー×スーパー戦隊 スーパーヒーロー大変 〜犯人はダレだ?!〜（2012年）
- ネット版 仮面ライダー×スーパー戦隊×宇宙刑事 スーパーヒーロー大戦乙!〜Heroo!知恵袋〜あなたのお悩み解決します!（2013年）
- ネット版 仮面ライダーウィザード イン マジか!?ランド（2013年）

### ヒーローショー
- 獣拳戦隊ゲキレンジャー
  - 「獣拳戦隊ゲキレンジャー スカイシアターに現わる!!」
  - 「ゲキワザ！獣拳合体!ゲキトージャ出激気!!」
- 炎神戦隊ゴーオンジャー - ゴーオンシルバー 役
  - 「炎神合体！エンジンオーG6降臨!!」
  - 「天空の戦士！ゴーオンウイングス登場!!」
  - 「最強パワー炸裂！LETS GO-ON!!」
  - 「熱き友情！正義のドリフトパワー発動!!」
  - 「グランプリファイナル！素顔の戦士ラストラン!!」
  - 「さよならスカイシアター！熱き思いよ甦れ!!」
- 侍戦隊シンケンジャー - シンケンピンク 役
  - 「侍戦隊シンケンジャー シアターGロッソに見参!!」
  - 「シンケンゴールド見参！海中決戦之幕」
  - 「スーパーシンケンジャー見参！真侍技之幕」
  - 「モヂカラ集結!!最終決戦之幕」
- 天装戦隊ゴセイジャー
  - 「天装戦隊ゴセイジャー シアターGロッソに現る!!」
  - 「ゴセイナイト降臨！正義のパワー天装!!」
  - 「激突！ゴセイジャーVSダークゴセイジャー」
  - 「護星天使降臨！奇跡のラストターン」
- 海賊戦隊ゴーカイジャー
  - 「海賊戦隊ゴーカイジャー シアターGロッソに現る!!」
  - 「全速前進！ゴーカイシルバー登場!!」
  - 「海賊パワー炸裂！宝島大決戦!!」
  - 「バスコ現る！空中都市真冬の大激突!!」
  - 「海賊集結！決めるぜファイナル ウェーブ」
- 特命戦隊ゴーバスターズ - ウサダ・レタス役 他
  - 「特命戦隊ゴーバスターズ シアターGロッソに現る!」
  - 「緊急出動! ゴーバスターエース発進!!」
  - 「新戦士登場! ビート＆スタッグ!!」
  - 「最強海賊現る! 出動せよゴーバスターズ！」
  - 「永遠のキズナ！ゴーバスターズラストミッション!!」
- 獣電戦隊キョウリュウジャー
  - 「獣電戦隊キョウリュウジャー! シアターGロッソに現る!!」
  - 「雷鳴の勇者キョウリュウゴールド見参!!」
  - 「荒れるぜ！真夏のキョウリュウ大決戦!!」
  - 「メッチャ進化! Gロッソdeカーニバル!!」 - キョウリュウグリーン

### 舞台
- 戦国BASARA（2009年）アンサンブル
- メサイア「白銀ノ章」（2014年1月15日‐19日、シアターGロッソ）アンサンブル
- LIVE ACT BLAZBLUE （2014年3月6日 - 9日、銀河劇場）殺陣 / アンサンブル
- ソウガ2014 （2014年4月9日 - 16日、シアター1010）アンサンブル
- メサイア「紫微ノ章」（2014年8月20日 - 24日、サンシャイン劇場）アンサンブル
- 2.5次元ダンスライブ「S.Q.S」Episode 2「星芒の彼方－月野百鬼夜行綺譚－」（2018年11月1日 - 11日、ヒューリックホール東京）アンサンブル

### CM
- ローソン（2008年） - NEWSスタンドイン

### イベント
- JAEスペシャルイベント 俺たち参上!!（2009年） - セーフティー
- JAE NAKED LIVE「がんばろう 日本！」（2011年）

### その他
- マサオVP（2006年）不良学生 役